# Bradynotes obesa
Bradynotes obesa är en insektsart som först beskrevs av Thomas, C. 1872.  Bradynotes obesa ingår i släktet Bradynotes och familjen gräshoppor.

## Underarter
Arten delas in i följande underarter:
- B. o. obesa
- B. o. caurus
- B. o. deplanata
- B. o. kaibab
- B. o. opima
- B. o. referta